# Цзяньчуань
Цзяньчуа́нь (кит. упр. 剑川, пиньинь Jiànchuān) — уезд Дали-Байского автономного округа провинции Юньнань (КНР).

## История
После монгольского завоевания государства Дали здесь в 1274 году был создан уезд Цзяньчуань Хэчжоуской области (鹤州). После завоевания юньнаньских земель войсками империи Мин уезд был в 1384 году поднят в статусе и стал Цзяньчуаньской областью (剑川州). После Синьхайской революции в Китае была проведена реформа структуры административного деления, в ходе которой области были упразднены, и поэтому в 1913 году Цзяньчуаньская область вновь стала уездом Цзяньчуань.
После вхождения провинции Юньнань в состав КНР в 1950 году был образован Специальный район Лицзян (丽江专区), и уезд вошёл в его состав.
Постановлением Госсовета КНР от 16 ноября 1956 года Специальный район Дали (大理专区) был преобразован в Дали-Байский автономный округ, и уезд был передан в его состав.
В сентябре 1960 года к уезду Цзяньчуань были присоединены уезды Дэнчуань и Эръюань. В марте 1962 года земли этих двух уездов были вновь выделены в отдельный уезд, получивший название Эръюань.

## Административное деление
Уезд делится на 5 посёлков и 3 волости.